# Spiroporococcus yuccae
Spiroporococcus yuccae är en insektsart som först beskrevs av Ferris 1919.  Spiroporococcus yuccae ingår i släktet Spiroporococcus och familjen filtsköldlöss. Inga underarter finns listade i Catalogue of Life.